# Rowlett
Rowlett város az USA Texas államában, Dallas és Rockwall megyében. Lakosainak száma 62 535 fő (2020. április 1.).

## Népesség
A település népességének változása:

| 2010 | 56 199 |
| 2020 | 62 535 |